# Bryophaenocladius subparallelus
Bryophaenocladius subparallelus är en tvåvingeart som först beskrevs av Malloch 1915.  Bryophaenocladius subparallelus ingår i släktet Bryophaenocladius och familjen fjädermyggor. Inga underarter finns listade i Catalogue of Life.